# Sanfins Lamoso Codessos
Sanfins Lamoso Codessos é uma freguesia portuguesa do município de Paços de Ferreira, com 10,11 km² de área e 5544 habitantes (censo de 2021). A sua densidade populacional é 548,4 hab./km².

## História
Foi criada aquando da reorganização administrativa de 2012/2013, resultando da agregação das antigas freguesias de Sanfins de Ferreira, Lamoso e Codessos.

## Demografia
A população registada nos censos foi:
| Distribuição da População por Grupos Etários | Distribuição da População por Grupos Etários | Distribuição da População por Grupos Etários | Distribuição da População por Grupos Etários | Distribuição da População por Grupos Etários | Distribuição da População por Grupos Etários |
| -------------------------------------------- | -------------------------------------------- | -------------------------------------------- | -------------------------------------------- | -------------------------------------------- | -------------------------------------------- |
| Antes da agregação                           |                                              |                                              |                                              |                                              |                                              |
| Ano                                          | 0-14 anos                                    | 15-24 anos                                   | 25-64 anos                                   | >= 65 anos                                   | Total                                        |
| 2001                                         | 1294                                         | 940                                          | 2905                                         | 432                                          | 5571                                         |
| 2011                                         | 1182                                         | 762                                          | 3269                                         | 550                                          | 5763                                         |
| Após a agregação                             |                                              |                                              |                                              |                                              |                                              |
| Ano                                          | 0-14 anos                                    | 15-24 anos                                   | 25-64 anos                                   | >= 65 anos                                   | Total                                        |
| 2021                                         | 729                                          | 784                                          | 3162                                         | 869                                          | 5544                                         |